# Landnahme
Landnahme ist jede Inbesitznahme Grund und Bodens unabhängig von Eigentumsverhältnissen, Zustimmung bzw. Duldung.
Im Rahmen der Geschichtsschreibung bedeutet Landnahme die Okkupation und Besiedlung eines Territoriums durch ein Volk oder eine Volksgruppe, mitunter als Endpunkt einer vorherigen territorial unsteten Lebensweise. Der Begriff wird heute teilweise kritisch betrachtet, da er in bestimmten Kontexten einen starken ideologischen Hintergrund hat. Davon zu unterscheiden sind Kolonisierung und Kolonialismus, die von einem Mutterland ausgehen und Erweiterungen des Einflussgebietes darstellen.

## Beispiele
Bekannte Beispiele für historische Landnahmen sind:
- Landnahme der Israeliten in Kanaan
- Landnahme der Wikinger in Island
- Fränkische Landnahme
- Alamannische Landnahme
- Bajuwarische Landnahme
- Landnahme der Magyaren
- Landnahme der Slawen auf dem Balkan
- Landnahmen in Mikronesien und Neuseeland

Die entsprechende geschichtliche Epoche des jeweiligen Volkes wird auch als dessen Landnahmezeit bezeichnet. Der Begriff Landnahme umfasst dabei jede Ansiedelung auf fremden Gebieten, seien sie menschenleer, herrschaftslos oder bereits besiedelt, seien sie gewaltsam erobert oder durch friedliche Einwanderung eingenommen. Bei einer bereits ansässigen Bevölkerung kann es zu einer Vermischung oder einer Verdrängung kommen.

## Neuzeitliche Konzepte im Sinne einer Landnahme
Eine sozialreformerisch motivierte Landnahme praktizierten ab Mitte des 17. Jahrhunderts die Diggers in England. In Nordamerika hatte die individuelle Landnahme durch Squatters weitreichende Bedeutung für die Besiedelung des amerikanischen Westens. Die spätere Legalisierung wurde nach und nach durch einzelstaatliche Gesetze und 1862 mit dem bundesweit geltenden Heimstättengesetz erreicht.
Einen Sonderfall aus der neueren Geschichte stellt der Staat Israel dar. Grundlage ist die Balfour-Deklaration von 1917, in der Großbritannien seine Unterstützung für die Errichtung einer jüdischen nationalen Heimstätte in Palästina zusicherte. Die Landnahme sollte friedlich ohne Verdrängung der ansässigen Bevölkerung geschehen.